# Zacarias (filho de Joiadá)

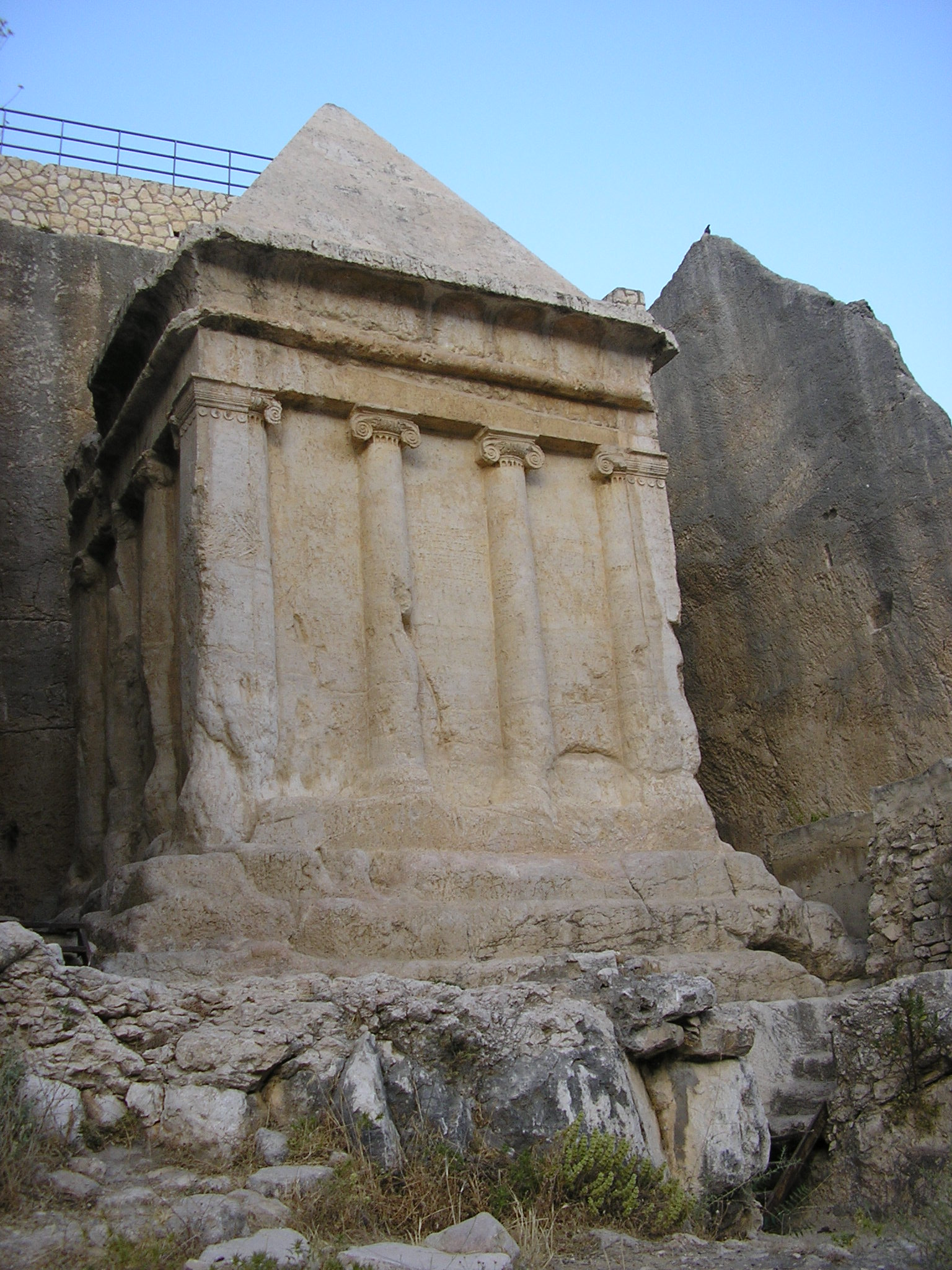
Túmulo de Zacarias no monte das Oliveiras

Zacarias (? - 840 a.C.) era o filho de Joiadá, o sumo sacerdote nos tempos de Acazias e Joás de Judá.
Joiadá era casado com Josebate, filha de Jorão e tia de Joás.
Depois da morte de Joiadá, Zacarias corajosamente condenou tanto o rei Joás e o povo por sua rebelião contra Deus. Isso despertou seus ressentimentos contra ele que o que por ordem do rei eles o apedrejaram, e ele morreu "no pátio da casa do Senhor". Joás e Zacarias eram primos.